# Радіо Афродита
«Ра́діо Афроди́та» — студійний альбом українського рок-гурту Мертвий півень. Виданий 2011 року. Альбом названий в пам'ять про радіостанцію ОУН-УПА Афродита, що існувала в роки Другої світової війни.

## Про альбом
Запис альбому відбувся на студії ФДР у Києві завдяки людям і організаціям, які «люблять Україну не лише до глибини душі, але й до глибини власної кишені». Дякуємо ФДРу, Останній барикаді, Дзизі, Купідону, студії 3Z.
Особлива подяка Романові Кальмуку, Юркові Зеленому, Маркіяну Іващишину, Джону Шморгуну, Любомиру Маркевичу, Тетяні Давиденко, Кирилові Кислякову, Богдану Логвиненку, Олесю Донію, Назару Гринику, Федору Баландіну, Дмитру та Миколі Сіомам, Сергію Харчуку, Тані Борзуновій, Сергію Мішакіну, Марті Барбарі, Ігорю Копестинському, Зурабу Аласанія, Вахтанґу Кіпіані, Юрію Осламовському, Сергію Антоненко та всім українським партизанам усіх часів та народів.

## Офіційний прес-реліз
Радіо Афродита – новий інді-партизанський проект «Мертвого півня». Це спроба реконструкції того, що було знищене. Спроба уявити, що радіостанцію з такими позивними не розгромили у 1945 році і вона працює до сьогодні. Це збірка осучаснених переспівів майже забутих українських гітів ХХ-століття.
Пам’ятати, пригадувати, не забувати, фіксувати, документувати, переказувати, переспівувати, нагадувати, зберігати, - саме такі свої внутрішні потреби, задовольнять Півні, працюючи над цим проектом. Уряди, президенти та імперії зникають, музика та правда залишаються. Вокаліст гурту Михайло Барбара: «Деякі мої друзі останнім часом наполегливо ставлять мені досить пряме запитання: «Що робити?». Це підштовхує мене до розробки персонального плану спротиву, до якого можуть долучитися інші. Мені здається, що ідея «Мертвого півня» зробити проект «Радіо Афродита» тепер є нашим обов’язком. Найкраще, що ми можемо робити – це музика. Але я вірю що до нас, крім музикантів, долучаться науковці, письменники, художники та всі, хто перейнятий питанням: «Що робити?».
    Бажання переспівати старий український поп – зовсім не нове і походить не від браку власних ідей. Якось я зайшов до монтажної у Харкові, де іде робота над півнячим відео на пісню «Гуцулка Ксеня», і монтажерка мені сказала дослівно таке: «Ти знаєш, тут до мене мама заходила. Вона цю пісню знає. Почала підспівувати. А я думала, що це ваша пісня…».
Ми не можемо і надалі забувати наші пісні, взагалі забувати. Час вивчити уроки і діяти асиметрично, так, як вони не чекають.
Радіо Афродита – це також своєрідна відповідь на партизанський статус сучасної української музики та культури. Відключення її від медійних каналів, дистрибуційних мереж та великих сценічних майданчиків.
Радіо Афродита – це скоріше поп-музика. Однак не дешева підробка, яку нам пробують підсовувати під виглядом «українського шоу-бізнесу» (перепрошуємо за вживання порнографічних термінів). Радіо Афродита – спроба довести, що музика для багатьох може бути живою, якісною та драйвовою. І така музика в нас є.

## Список пісень
1. Ой Марічко, чичері (03:43)
2. А ми удвох (з Андрієм Середою) (03:44)
3. Гуцулка Ксеня (03:50)
4. Ми хлопці з Бандерштадту (04:13)
5. Минає день, минає ніч (04:00)
6. Над морем (03:05)
7. Панно Інно (04:20)
8. Машинґвери (04:16)
9. Я помру від застуди (Вальс) (03:42)
10. Шахтарочка (02:34)